# David Hodgson
David James Hodgson (* 1. November 1960 in Gateshead) ist ein ehemaliger englischer Fußballspieler und -trainer. Als schneller Stürmer und Flügelspieler gewann er 1983 mit dem FC Liverpool die englische Meisterschaft, konnte aber nach seinem Weggang ein Jahr später keine weiteren sportlichen Erfolge mehr feiern. Später wechselte er ins Trainerfach und war gleich dreimal beim FC Darlington beschäftigt.

## Sportlicher Werdegang

### Spielerkarriere
Die Profikarriere von David Hodgson begann in seiner nordostenglischen Heimat beim FC Middlesbrough. Dort kam der junge Stürmer und Flügelspieler in der Saison 1978/79 zu seinen ersten Einsätzen in der höchsten englischen Liga. Nach 19 Ligapartien folgte der Durchbruch im folgenden Jahr, als Hodgson 40 der insgesamt 42 Ligaspiele bestritt, dabei sieben Tore schoss und dem Verein zum Sprung in die obere Tabellenhälfte verhalf. Hodgson galt als eines der größten Talente im englischen Fußball und im September 1980 absolvierte er sein erstes Länderspiel für die englische U-21-Auswahl. In der Mannschaft von Dave Sexton bestritt er insgesamt sieben Länderspiele und mit seinen beiden Auftritten gegen Deutschland im September und Oktober 1982 (3:1 und 2:3) wurde er Europameister in dieser Altersklasse. Noch vor dem Finale war er zum FC Liverpool gewechselt, wobei er mit „Boro“ 1982 kurz zuvor den Abstieg in die Zweitklassigkeit als Tabellenletzter hatte hinnehmen müssen.
Obwohl Hodgson nicht zu den torgefährlichsten Offensivspielern zählte, führte er sich in Liverpool mit vier Toren in den ersten sechs Pflichtspielen an der Seite von Kenny Dalglish und Ian Rush gut ein. Bei seinem Debüt hatte er per Einwechslung nach knapp 70 Minuten für Dalglish mit dem Charity Shield die erste Trophäe in seiner Profilaufbahn gewonnen. Weitere Titel folgten im Frühjahr 1983 mit dem Gewinn der englischen Meisterschaft und des Ligapokals, wenngleich er sich nach Auftritten in den Halbfinalspielen gegen den FC Burnley (3:0 und 0:1) dann im Finale gegen Manchester United (2:1) noch nicht einmal auf der Ersatzbank wiederfand.
Seine große Stärke lag in der Schnelligkeit, wodurch er gewisse Schwächen im technischen Bereich zeitweise auszugleichen vermochte. Als dann mit Michael Robinson ein weiterer Stürmer zum FC Liverpool stieß, verschlechterte sich Hodgsons sportliche Perspektive merklich. Gerade einmal fünf Ligaauftritte reichten in der Saison 1983/84 nicht aus für den offiziellen Erhalt einer weiteren Meistermedaille. Sein wesentlichster Beitrag war erneut im Ligapokal zu suchen, als er mit zwei Auftritten im Halbfinale gegen den FC Walsall (2:2 und 2:0) mit für den Finaleinzug sorgte, dort aber in beiden Spielen gegen den FC Everton (0:0 und 1:0) fehlte. Im Europapokal der Landesmeister saß er bei den entscheidenden Spielen einschließlich des Finalsiegs gegen den AS Rom immerhin auf der Ersatzbank – dank der Möglichkeit, mehr Reservespieler in Europapokalspielen nominieren zu dürfen. Hodgson ersuchte anschließend um einen Vereinswechsel und der Ligakonkurrent AFC Sunderland zeigte sich interessiert. Ohne weitere Konsultationen unterzeichnete Hodgson dann dort einen neuen Vertrag. Liverpools Trainer Joe Fagan hatte zuvor versucht, Hodgson zu einem Gespräch zu bewegen und als dieser vollendete Tatsachen schuf, hielt ihm Fagan vor, „den größten Fehler seines Lebens gemacht zu haben“, da er beabsichtigt hatte, Hodgson als Dauerlösung im rechten Mittelfeld zu installieren, da er mit den Darbietungen von Sammy Lee nicht zufrieden gewesen war.
Zurück im Nordosten Englands war Hodgsons weiterer Werdegang nun zwiespältig. Einerseits erreichte er mit den „Black Cats“ das Endspiel im Ligapokal und verlor dieses gegen seinen späteren Klub Norwich City mit 0:1 nur knapp, auf der anderen Seite stieg er als Vorletzter in die Second Division ab. Nach einer enttäuschenden Saison 1985/86, in der sogar der Fall in die Drittklassigkeit nur knapp vermieden werden konnte, zog es ihn im Juli 1986 nach Norwich, wo die „Kanarienvögel“ gerade in die erste Liga aufstiegen waren. Nur sechs Ligapartien bestritt er dort jedoch und lediglich dreimal stand er in der Startelf. Im Februar 1987 kehrte er kurz auf Leihbasis zum mittlerweile nur noch drittklassigen FC Middlesbrough zurück, bevor das Norwich-Intermezzo nach nur einem Jahr beendet wurde.
Die nächsten Stationen waren in der Saison 1987/88 der spanische Zweitligist Deportivo Xerez und im Jahr darauf der englische Erstligist Sheffield Wednesday. Der Comeback-Versuch in Sheffield war abgesehen von einigen Einsätzen zum Jahreswechsel 1988/89 nicht von Erfolg gekrönt und so zog es Hodgson in die Ferne nach Japan, wo er für die Werksmannschaft Mazda Motors agierte. Über den Umweg FC Metz beendete er 1992 in der dritten englischen Liga beim walisischen Swansea City seine aktive Profikarriere.

### Trainerlaufbahn
Hodgson wechselte in den 1990ern ins Trainerfach und nach einem ersten Engagement gemeinsam mit Jim Platt für den FC Darlington war er ab 1996 erstmals alleiniger Cheftrainer in Darlington. Als im Mai 1999 mit George Reynolds ein ehrgeiziger und finanzkräftiger neuer Vorsitzender zum Verein kam, profitierte Hodgson zunächst davon und unter seiner Regie erreichte das Team das Play-off-Finale. Dieses ging jedoch gegen Peterborough United verloren und obwohl ihm zunächst ein sicherer Arbeitsplatz zugesichert worden war, endete seine zweite Amtszeit plötzlich am 2. August 2000. Gemeinsam mit seinem Assistenten Ian Butterworth reichte er seinen Rücktritt ein und im direkten Anschluss präsentierte Reynolds mit Gary Bennett einen Nachfolger.
Ab November 2001 arbeitete Hodgson als Talentscout für Preston North End und knapp zwei Jahre später erhielt er von seinem Ex-Klub aus Darlington ein neues Angebot. Er löste Ende Oktober 2003 als Cheftrainer Mick Tait ab, dem selbst fortan die Nachwuchsmannschaften unterstellt wurden. Drei Jahre blieb Hodgson in Darlington, bevor er im Oktober 2006 in einer kontroversen Entscheidung entlassen wurde. Neben den sportlichen Gründen wurden dafür seine Verhandlungen mit dem AFC Bournemouth und Unregelmäßigkeiten in Bezug auf Zahlungen an Spieleragenten angegeben. Hodgson arbeitete später selbst als Agent, darunter unter anderem für Dan Gosling.

## Titel/Auszeichnungen
- Europapokal der Landesmeister (1): 1984
- Englische Meisterschaft (1): 1983
- Charity Shield (1): 1982
- U-21-Europameisterschaft (1): 1982